# Acanthocalyx nepalensis
Acanthocalyx nepalensis är en kaprifolväxtart. Acanthocalyx nepalensis ingår i släktet Acanthocalyx och familjen kaprifolväxter.

## Underarter
Arten delas in i följande underarter:
- A. n. delavayi
- A. n. nepalensis